# John Leguizamo
 (mars 2022).
Le contenu est difficilement compréhensible vu les erreurs de traduction, qui sont peut-être dues à l'utilisation d'un logiciel de traduction automatique.
John Leguizamo est un acteur, producteur, scénariste et réalisateur colombo-américain né le 22 juillet 1964 à Bogota, en Colombie.
Sa famille émigre aux États-Unis alors qu'il n'a que quatre ans et il est alors élevé à New York. Il a étudié le théâtre chez Lee Strasberg et à l'université de New York avec Wynn Handman.

## Biographie

### Jeunesse & débuts
John Alberto Leguizamo naît le 22 juillet 1960 à Bogota, en Colombie. Il est le fils d'Alberto et Luz Leguizamo. Son père a été autrefois un réalisateur en herbe et a étudié à Cinecittà, mais a finalement abandonné en raison d'un manque de finances. Selon Leguizamo, son grand-père paternel est d'origine italienne et portoricaine, et sa grand-mère maternelle est libanaise. Il s'est également décrit comme étant Mestizo. Le 10 juin 2011, le père de Leguizamo a déclaré dans une interview au journal de New York hispanique El Diario La Prensa qu'il était Colombien et non Portoricain, et que Leguizamo n’est donc pas à moitié Portoricain comme il l’a toujours déclaré. Leguizamo avait toujours déclaré être Portoricain du côté de son père, ce qui était l’une des raisons pour lesquelles il avait été choisi comme Ambassadeur mondial des arts pour le défilé de la Journée portoricaine. En réponse aux allégations de son père, Leguizamo a réitéré que son grand-père était d'origine portoricaine. Un porte-parole de la National Puerto Rico Day Parade a déclaré que Leguizamo garderait son titre d'ambassadeur. Il défile le 12 juin 2011.
Lorsque Leguizamo avait quatre ans, sa famille a immigré à New York, où ils vivaient dans divers quartiers du Queens, y compris Jackson Heights,. Plus tard, il a reconnu que le fait de grandir comme l'un des premiers enfants latino-américains du quartier avait contribué à sa capacité d'acteur : "C'était difficile. Il y avait beaucoup de bagarres. Je traversais un parc et j'étais attaqué, et je je devais me défendre tout le temps. Mais cela m'a aidé à devenir drôle pour ne pas être touché." Leguizamo a fréquenté le Joseph Pulitzer Middle School (IS145) et plus tard le Murry Bergtraum High School. En tant qu'étudiant à Murry Bergtraum, il écrit du matériel comique et le teste sur ses camarades de classe. Il est élu "le plus bavard" par ses camarades de classe. Après avoir été diplômé du lycée, il commence sa carrière théâtrale en tant que premier cycle à la Tisch School of the Arts de NYU, qu'il abandonne finalement au profit d'une carrière dans la comédie stand-up. Post-NYU, Leguizamo s'inscrit au LIU Post et au HB Studio, où il prend des cours de théâtre.

### Carrière
Leguizamo commence comme comique de stand-up faisant le circuit des boîtes de nuit de New York en 1984. Il fait ses débuts à la télévision en 1986 avec un petit rôle dans Deux Flics à Miami. Ses autres premiers rôles incluent un ami du petit ami de Madonna dans sa vidéo Borderline (1984) ; Cocaine (1985), Outrages (1989), un terroriste dans 58 minutes pour vivre (1990), Une virée d'enfer (1991), le voleur dans À propos d'Henry (1991), Super Mario Bros. (1993), et Night Owl (1993).

#### Cinéma
En 1992, il joue dans Intimes Confessions en tant que John Castillo. En 1993, il se voit offrir le rôle principal de Luigi dans Super Mario Bros., basé sur la franchise de jeux vidéo Mario. Bien qu'il soit universellement considéré comme un échec critique et financier, le film a lancé sa carrière d'acteur à Hollywood et est devenu l'un de ses rôles mémorables. Cela a également donné un coup de pouce à sa carrière, lui permettant d'apparaître dans de meilleurs rôles comiques dans les années suivantes. Cette même année, il joue un rôle de premier plan dans L'Impasse de Brian De Palma en tant qu'ennemi juré de Carlito Brigante, « Benny Blanco du Bronx », ce qui a également stimulé sa carrière dans des rôles sérieux. .
Il joue également dans Roméo + Juliette le rôle de Tybalt Capulet, Violator dans Spawn, Cholo dans Le Territoire des morts, et Pestario « Pest » Vargas dans The Pest, ce dernier étant l'un de ses rares rôles en tant que un acteur principal dans un film de studio. En 1995, il joue le rôle de la drag queen Chi-Chi Rodriguez dans Extravagances pour laquelle il reçoit une nomination au Golden Globe du meilleur acteur dans un second rôle et joue dans le film d'action de 1996 Ultime Décision en tant que capitaine Rat. En 2002, il joue dans le film Empire.
Pour promouvoir le film de 2001 Moulin Rouge!, il apparaît sur une édition célébrités de la version américaine de Qui veut gagner des millions ? avec Kelly Ripa, Kevin Sorbo, Alfre Woodard, Martin Short et Chevy Chase . Apparaissant comme la première célébrité à s'asseoir sur la sellette, il tente la question à 125 000 $, mais échoue. Plus tard en 2002, sur la version en syndication, une question sur le film présentait son personnage et Meredith Vieira mentionne que Leguizamo a joué Lautrec et est dans la série.

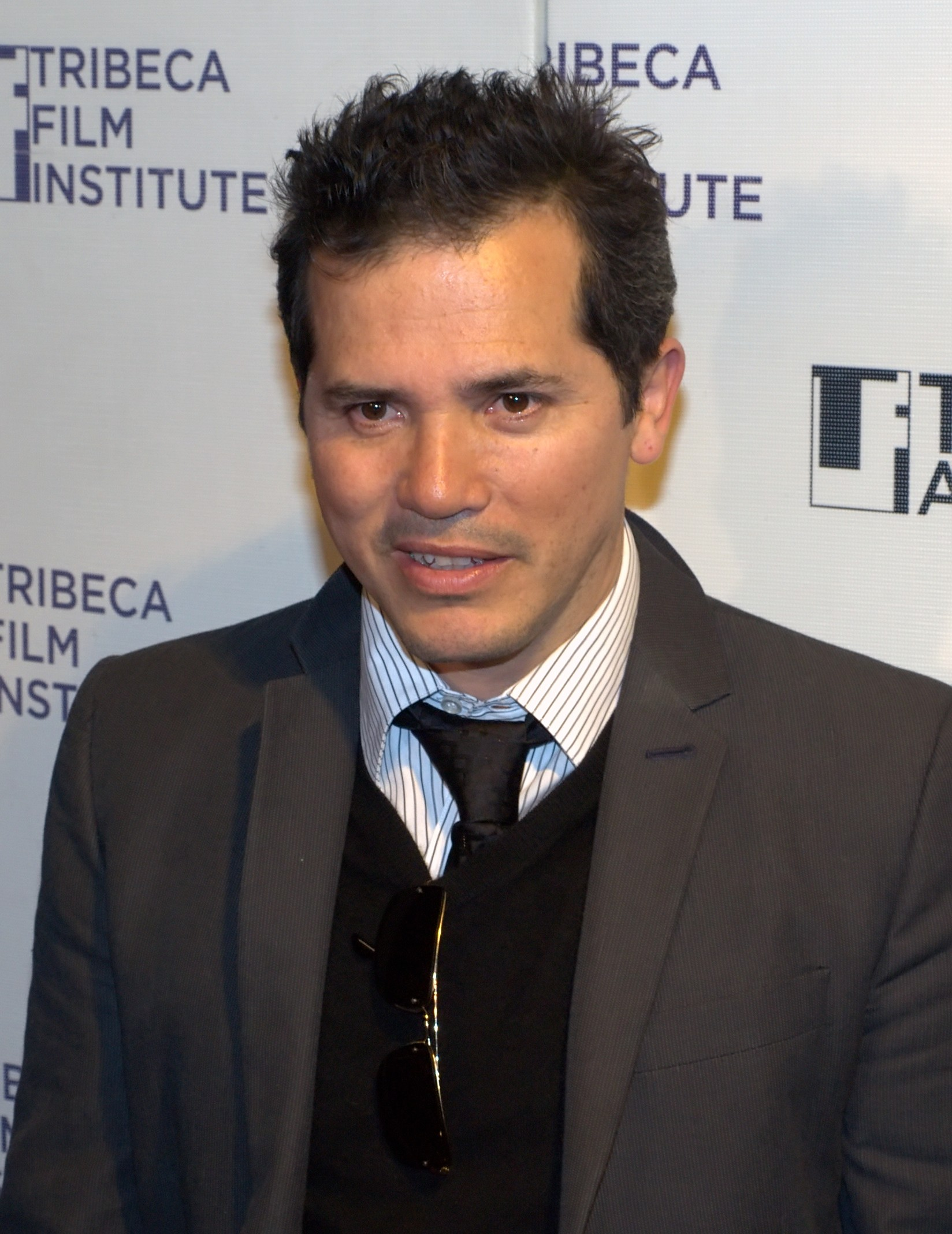
L'acteur au Festival du film de Tribeca en 2010.

En 2002, il est la voix de Sid pour le film L'Âge de glace, reprenant le rôle des suites L'Âge de glace 2, L'Âge de glace 3 : Le Temps des dinosaures, L'Âge de glace 4 : La Dérive des continents et L'Âge de glace : Les Lois de l'Univers . Les jeux vidéo des films ont utilisent également sa voix. En 2003, il double Globox dans Rayman 3: Hoodlum Havoc. Il interprète Paul dans le thriller de Brad Anderson L'Empire des Ombres.
En 2007, il incarne Michael Beltran dans Les Babysitters. En 2008, il joue dans Phénomènes, écrit et réalisé par M. Night Shyamalan. En 2014, il joue aux côtés de Jon Favreau dans Chef dans le rôle de Martin, cuisinier à la chaîne, un rôle auquel il se prépare en travaillant comme véritable cuisinier à la chaîne chez Le Lion dans le West Village. Toujours en 2014, il joue un trafiquant de drogue dans le film d'action comique American Ultra aux côtés de Jesse Eisenberg et Kristen Stewart. Il joue également dans John Wick en tant qu'Aurelio en 2014.

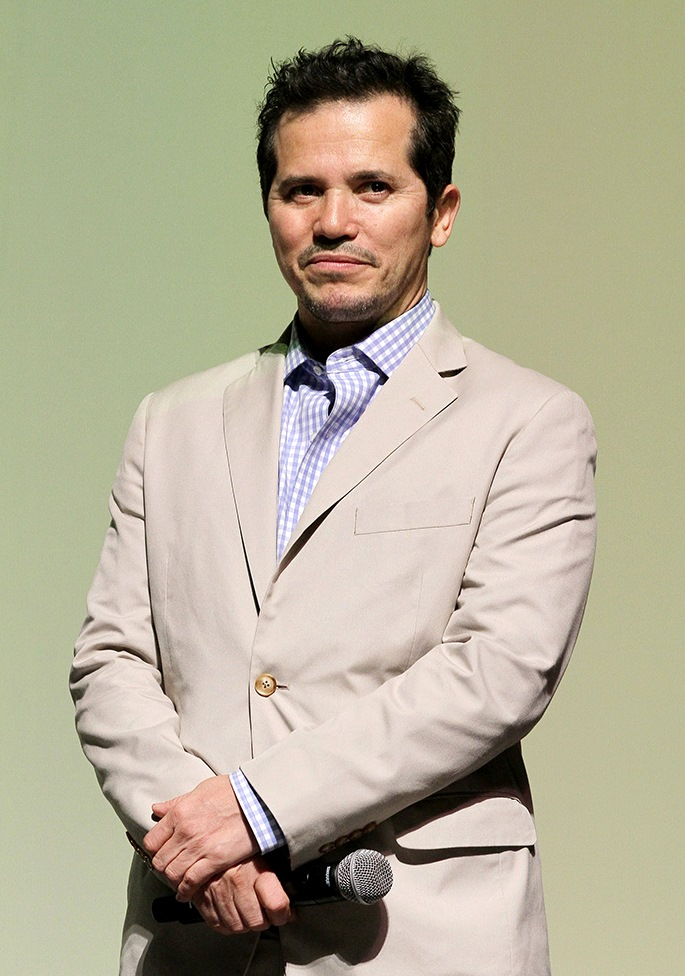
John Leguizamo au Festival international du film de Melbourne en 2014.

En octobre 2013, il entame le tournage de The Crash, aux côtés de Frank Grillo, AnnaSophia Robb, Dianna Agron, Ed Westwick, Minnie Driver, Mary McCormack, Christopher McDonald et Maggie Q. Le film est réalisé par Aram Rappaport et produit par Hilary Shor, Atit Shah et Aaron Becker. The Crash sort le 13 janvier 2017. En 2021, il prête sa voix à Bruno Madrigal dans le film d'animation Disney Encanto.

#### Télévision
En 1995, il crée, produit, écrit et joue dans l'émission de variétés orientée latino de 1995 intitulée House of Buggin' sur Fox Television. Une partie du public voient cela comme une version latino de In Living Color. L'émission démontre la capacité bien connue de Leguizamo à assumer une grande variété de personnages colorés et énergiques, mais en raison de mauvaises audiences, l'émission dure moins d'une saison.
En 2000, il interprète les deux génies dans Les Mille et Une Nuits, une mini-série télévisée..
Au cours de la saison télévisée 2005-2006, il rejoint le casting d'Urgences, jouant le Dr Victor Clemente émotionnellement perturbé, un nouveau participant passionné sur l'introduction du personnel de County General à de meilleures façons de traiter les patients et à la technologie de pointe. Clemente, cependant, était en proie à des problèmes personnels et est renvoyé de l'hôpital vers la fin de la saison. Il a révélé à CraveOnline qu'il n'était pas content de travailler sur le programme télévisé. "J'étais déprimé en faisant Urgences", admet-il, "J'ai commencé à prendre du poids, je mangeais des beignets, j'ai recommencé à fumer. Je mange McDonald's, des choses que je sais quand je suis déprimé. J'ai essayé de me suicider en interne."
En 2004, il joue dans Dora l'exploratrice en tant que Captain Pirate Piggy. En 2006, Leguizamo joue dans le pilote de télévision pour Edison, un drame de 2006 sur un détective de Los Angeles (joué par Leguizamo) qui s'est appuyé sur des imitations et des déguisements pour résoudre des crimes. Les autres membres de la distribution comprennent Currie Graham et Deidrie Henry. Kevin Rodney Sullivan réalisé à partir d'un scénario de Ron Milbauer et Terri Hughes. Leguizamo et David Hoberman sont également producteurs exécutifs.

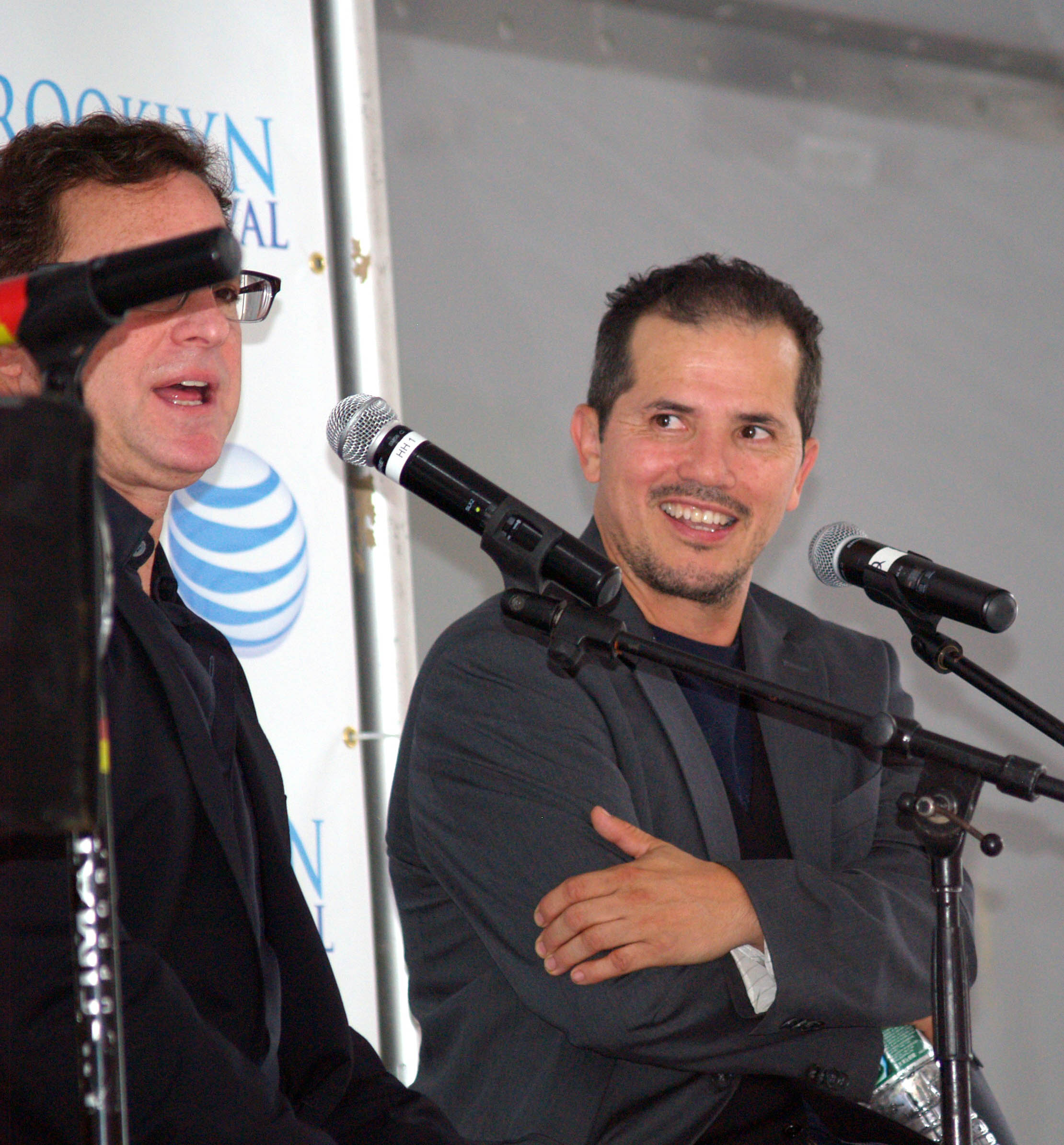
John Leguizamo et Bob Saget au Brooklyn Film Festival 2015.

En juillet 2007, Spike TV diffuse sa série dramatique The Kill Point, mettant en vedette Leguizamo, Donnie Wahlberg et Michael Hyatt. L'émission est une série en huit épisodes autour d'anciens combattants dont le vol de banque a mal tourné, se terminant ainsi par une prise d'otage. Malgré des notes élevées, The Kill Point n'a pas été renouvelé pour une deuxième saison. Un an plus tard, il joue dans Sesame Street en tant que Captain Vegetable, qui dit à Elmo de manger ses légumes.
En 2010, il joue également dans The Electric Company en tant que lui-même, rimant avec des virgules et des guillemets. En 2012, Leguizamo joue le rôle de Derek Trotter dans le remake américain de la sitcom britannique de la BBC Only Fools and Horses. En 2016, Leguizamo joue le rôle d'Ozzy Delvecchio dans la deuxième saison de la série originale Netflix Bloodline.
En 2018, il joue l'agent infiltré de l'ATF Jacob Vazquez dans la mini-série Paramount Network Waco. L'année suivante, Leguizamo joue le père de Raymond Santana, Raymond Santana Sr., dans la mini-série Netflix Dans leur regard. En 2020, il joue Gor Koresh dans la série Disney+, The Mandalorian.

#### Théâtre et Broadway
En 1991, Leguizamo écrit et joue dans la production Off-Broadway Mambo Mouth, où il joue sept personnages. Mambo Mouth remporte un Obie Award et un Outer Critics Award. Il est répertorié comme l'un des 12 « nouveaux acteurs prometteurs de 1991 » dans « John Willis 'Screen Worlds Vol. 43 ».
En 1993, Leguizamo écrit et joue dans Spic-O-Rama, où il se moque des stéréotypes des Latinos aux États-Unis. La production remporte un Drama Desk Award et quatre CableACE Awards. Mambo Mouth et Spic-O-Rama sont ensuite filmés pour être présentés sur HBO.
En 1998, il fait ses débuts à Broadway dans la production de Freak, une pièce solo semi-autobiographique filmée pour HBO et sortie le 10 octobre 1998, avec Spike Lee en tant que réalisateur. Le spectacle lui a valu le Drama Desk Award for Outstanding One-Person Show et le Primetime Emmy Award for Outstanding Individual Performance in a Variety or Music Program..
En 2002, il écrit et joue dans Sexaholix... A Love Story, qui explique sa vie amoureuse et comment il a fondé sa propre famille.
En juin 2010, Leguizamo ouvre son spectacle de théâtre solo semi-autobiographique, Klass Klown (rebaptisé plus tard Ghetto Klown ), basé sur ses mémoires Pimps, Hos, Playa Hatas, and All the Rest de Mes amis d'Hollywood : Ma vie. Après la diffusion du spectacle dans divers théâtres aux États-Unis et la version "débranchée" sous le titre "John Leguizamo Warms Up" dans un théâtre de Chicago, il ouvre ses portes à Broadway en mars 2011 au Lyceum Theatre,,,. Le spectacle, sur le chemin de Leguizamo de l'obscurité à la célébrité, reçoit de nombreuses critiques positives est prolongé jusqu'au 10 juillet 2011. Un CD du spectacle sort. En 2011, Leguizamo reçoit le Outer Critics Circle Award pour une performance solo exceptionnelle et le Drama Desk Award for Outstanding Solo Performance pour sa performance dans l'émission. En septembre 2011, Leguizamo commence une tournée internationale de Ghetto Klown à Los Angeles. Le 13 juillet 2012, PBS lance Tales From a Ghetto Klown, un documentaire sur la vie de Leguizamo et le développement de la série. Le 16 novembre 2013, John enregistre Ghetto Klown au New Jersey Performing Arts Center à Newark, NJ pour HBO.
En 2017, il fait ses débuts dans Latin History for Morons, une émission sur la participation des Latino-Américains à travers l'histoire des États-Unis. Le spectacle est créé au Théâtre public avant de passer au Studio 54. Latin History for Morons est nommé pour le Tony Award de la meilleure pièce 2018. Cette année-là, il reçoit également un Special Tony Award pour l'ensemble de son travail et pour son engagement à apporter des histoires et des publics divers à Broadway pendant trois décennies.
En janvier 2018, Leguizamo est annoncé comme l'hôte de la 63e édition des Obie Awards qui se tient en mai 2018 au Terminal 5. Il recevra un diplôme honorifique du Marymount Manhattan College.
Leguizamo écrit la comédie musicale originale Kiss My Aztec, avec un livre de Leguizamo et le réalisateur Tony Taccone, une musique de Benjamin Velez et des paroles de Velez, Leguizamo et David Kamp. Il est développé au Public Theatre en 2018 et créé au Berkeley Repertory Theatre et La Jolla Playhouse en 2019, où il est acclamé par la critique,,,,,.
Il reçoit également le prix de l'ingéniosité américaine 2018 du magazine Smithsonian dans la catégorie Histoire.

#### Enregistrements
En 2001, RCA sort John Leguizamo LIVE, une compilation sur CD des routines scéniques de Leguizamo. Parmi les morceaux figurent une introduction qu'il donne sur l'histoire et la culture des Latinos en Amérique, qui avec l'histoire douteuse de l'accouplement d'une princesse inca avec un conquistador espagnol, créent ainsi la famille latine dysfonctionnelle originale, dont chaque membre est exprimé par lecture. Le CD comprend également un entracte musical, avec deux airs de salsa/hip-hop, The Night Before Christmas et Gotta Get Some", et des images des tournées de Leguizamo et deux jeux interactifs, "Spanish Fl y Ligne de ramassage".
Fin 2017, Leguizamo chante sur "Almost Like Praying", une œuvre caritative écrite et composée par Lin-Manuel Miranda. Les recettes de la chanson vont à la Fédération hispanique pour aider les personnes à Porto Rico touchées par l'ouragan Maria.

#### Livres
En octobre 2006 sortent les mémoires de Leguizamo, Pimps, Hos, Playa Hatas and All the Rest of My Hollywood Friends: My Life. Lors d'une interview à Late Night with Conan O'Brien, il déclare que ses mémoires sont très franches sur les expériences impliquant d'autres célébrités avec lesquelles il a travaillé. Il déclare que travailler avec Arnold Schwarzenegger sur Dommage collatéral (2002) est l'une des expériences les plus agréables qu'il ait eues en tant qu'acteur, que l'accent de Schwarzenegger lui permet de dire des choses que les qui seraient perçues chez d'autres comme sexistes ou homophobes, que Steven Seagal est un égoïste avec des tendances diva, que Kurt Russell l'a continuellement traité de "fayot", et que Leonardo DiCaprio est un "patron des prostituées".

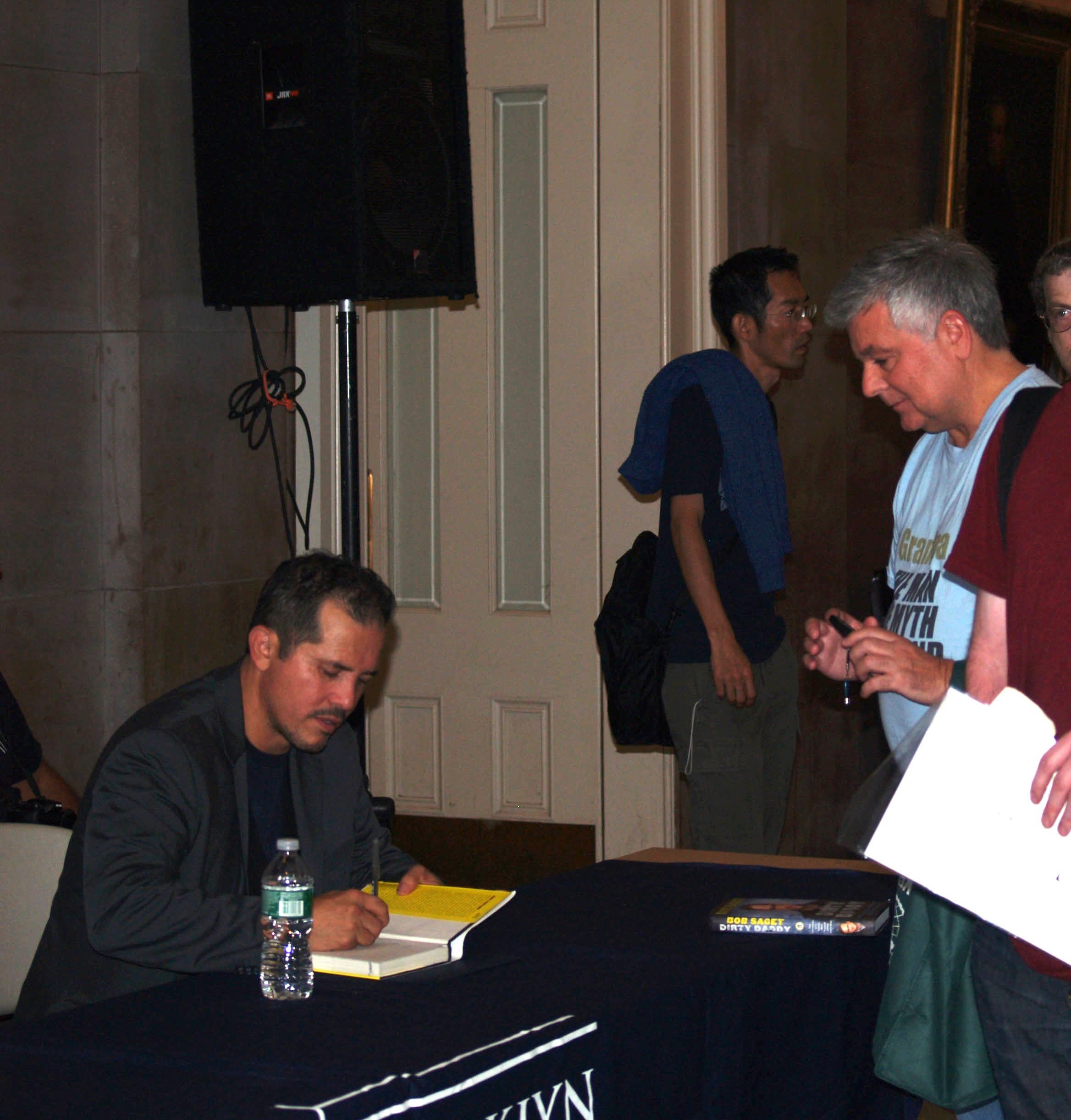
L'acteur au Brooklyn Film Festival en 2014.

En octobre 2015, Abrams ComicArts publie le roman graphique adaptation du spectacle solo de Leguizamo à Broadway, "Ghetto Klown". Comme pour le spectacle en direct, le roman graphique explore la vie et la carrière de l'acteur/comédien, en commençant par son adolescence dans Queens, New York, son implication dans le théâtre avant-garde des années 1980, sa carrière de long métrage et certains des personnages de couleur qu'il a rencontré tout au long de sa vie. Leguizamo décrit le travail : 
"Ghetto Klown est l'histoire que je n'aurais probablement jamais dû raconter à personne d'autre qu'à mon thérapeute, mais c'est une vraie leçon que même si vous souffrez d'une certaine quantité (beaucoup) d'auto- le doute et l'anxiété, vous pouvez encore accomplir de grandes choses. C'est une leçon que je suis vraiment ravie de transmettre à un tout nouveau public."
 La bande dessinée est illustrée par Christa Cassano.

## Filmographie

### Cinéma

#### Années 1980
- 1984 : Madonna (vidéo) : Friend of Boyfriend (segment Borderline)
- 1984 : Cocaïne (Mixed Blood) de Paul Morrissey : Macetero
- 1988 : That Burning Question
- 1989 : Outrages (Casualties of War) de Brian De Palma : première classe Antonio Diaz

#### Années 1990
- 1990 : Street Hunter de John A. Gallagher : Angel
- 1990 : Gentille Alouette (en) de Sergio M. Castilla : Ortiz
- 1990 : Vengeance (Revenge) de Tony Scott : Ignacio, le cousin d'Amador
- 1990 : 58 minutes pour vivre (Die Hard 2) de Renny Harlin : Burke
- 1990 : Madonna: The Immaculate Collection (vidéo) : Friend of Boyfriend (segment Borderline)
- 1991 : Poison de Todd Haynes : Chanchi
- 1991 : Hangin' with the Homeboys (en) de Joseph B. Vasquez : Johnny
- 1991 : Justice sauvage (Out for Justice) de John Flynn : Boy in Alley
- 1991 : À propos d'Henry (Regarding Henry) de Mike Nichols : le braqueur du bureau de tabac.
- 1992 : Time Expired (en) : Ruby
- 1992 : Intimes Confessions (Whispers in the Dark) de Christopher Crowe : John Castillo
- 1993 : Night Owl (en) de Jeffrey Arsenault : Angel
- 1993 : Puerto Rican Mambo (Not a Musical) : L'homme « devinez ma nationalité »
- 1993 : Super Mario Bros. (Super Mario Bros.) de Annabel Jankel et Rocky Morton : Luigi
- 1993 : L'Impasse (Carlito's Way) de Brian De Palma : Benny Blanco (du Bronx)
- 1995 : Pyromaniac Love Story (A Pyromaniac's Love Story) de Joshua Brand : Sergio
- 1995 : Extravagances (To Wong Foo Thanks for Everything, Julie Newmar) de Beeban Kidron : Chi-Chi Rodriguez
- 1996 : Ultime Décision (Executive Decision) de Stuart Baird : Capitaine Carlos 'Rat' Lopez
- 1996 : Le Fan (The Fan) de Tony Scott : Manny
- 1996 : Roméo + Juliette (Romeo + Juliet) de Baz Luhrmann : Tybalt
- 1997 : Les Aventures de l'escamoteur (The Pest) de Paul Miller : Pestario « Pest » Vargas
- 1997 : A Brother's Kiss de Seth Zvi Rosenfeld : Lefty Louie
- 1997 : Spawn de Mark A.Z. Dippe : Clown / Violator
- 1998 : Frogs for Snakes (en) de Amos Poe : Zip
- 1998 : Body Count de Robert Patton-Spruill : Chino
- 1998 : Docteur Dolittle (Doctor Dolittle) : Rat n°2 (voix)
- 1999 : Joe the King de Frank Whaley : Jorge
- 1999 : Summer of Sam de Spike Lee : Vinny

#### Années 2000
- 2000 : Titan A.E. : Gune (voix)
- 2000 : King of the Jungle (en) de Seth Zvi Rosenfeld : Seymour
- 2001 : Moulin Rouge de Baz Luhrmann : Henri de Toulouse-Lautrec
- 2001 : Escrocs (What's the Worst That Could Happen?) : Berger
- 2002 : Empire : Victor Rosa
- 2002 : Dommage collatéral : Felix Ramirez
- 2002 : The Robbery (Zig Zag) : Dean Singer
- 2002 : L'Âge de glace (Ice Age) : Sid (voix)
- 2002 : Spun : Spider Mike
- 2004 : Investigations (Crónicas) : Manolo Bonilla
- 2005 : Assaut sur le central 13 (Assault on Precinct 13) de Jean-François Richet : Beck
- 2005 : Pour le meilleur et pour le pire (The Honeymooners) : Dodge
- 2005 : Le Territoire des morts (Land of the Dead) de George A. Romero : Cholo
- 2005 : Sueño (en) : Antonio
- 2006 : The Alibi de Matt Checkowski et Kurt Mattila : Hannibal
- 2006 : L'Âge de glace 2 : Sid (voix)
- 2006 : Petit mariage entre amis (en) (The Groomsmen) : T.C.
- 2007 : Les Babysitters : Mickael
- 2007 : Miracle à Santa Anna (Miracle at St. Anna) de Spike Lee : Enrico
- 2007 : The Take : Felix De La Pena
- 2007 : L'Amour aux temps du choléra (Love in the Time of Cholera) : Lorenzo Daza
- 2008 : Phénomènes de M. Night Shyamalan : Julian
- 2008 : Noël en famille (en) : Mauricio Rodriguez
- 2008 : Paraíso travel : Roger Pena
- 2008 : La Loi et l'Ordre (Righteous Kill) : Inspecteur Perez
- 2009 : L'Âge de glace 3 : Le Temps des dinosaures : Sid (voix)
- 2009 : Rage : Jed
- 2009 : Les Anges noirs (The Ministers) : Dante
- 2009 : Ultimate Game (Gamer) de Mark Neveldine et Brian Taylor : Freek

#### Années 2010
- 2010 : Repo Men : Ashbury
- 2010 : L'Empire des Ombres (Vanishing on 7th Street) : Paul
- 2011 : La Défense Lincoln (The Lincoln Lawyer) : Val Valenzuela
- 2012 : Recherche Bad Boys désespérément (One for the Money) : Jimmy Alpha
- 2012 : L'Âge de glace 4 : La Dérive des continents : Sid (voix)
- 2013 : Kick-Ass 2 de Jeff Wadlow : Javier
- 2013 : Cartel (The Counselor) de Ridley Scott : Randy
- 2013 : Sur la terre des dinosaures, le film 3D (Walking with Dinosaurs 3D) de Barry Cook et Neil Nightingale : Alex (voix originale)
- 2014 : Mise à l'épreuve (Ride Along) : Santiago
- 2014 : Chef : Martin
- 2014 : John Wick de David Leitch et Chad Stahelski : Aurelio
- 2014 : Fugly ! (en) : Jesse
- 2015 : Stealing Cars de Bradley Kaplan
- 2015 : Experimenter de Michael Almereyda : Taylor
- 2015 : American Ultra de Nima Nourizadeh : Rose
- 2015 : Dans la brume du soir (Meadowland) de Reed Morano : Pete
- 2015 : Sisters : Dave
- 2016 : Infiltrator (The Infiltrator) de Brad Furman : Emir Abreu
- 2016 : L'Âge de glace : Les Lois de l'Univers de Mike Thurmeier : Sid
- 2016 : Desert Gun (The Hollow Point) de Gonzalo López-Gallego : Atticus
- 2017 : John Wick 2 de Chad Stahelski : Aurelio
- 2017 : Jekyll Island (The Crash) d'Aram Rappaport : George Diebold
- 2019 : Dans leur regard d'Ava DuVernay : Raymond Santana Sr.
- 2019 : Chaud devant ! (Playing with Fire) d'Andy Fickman : Rodrigo Torres
- 2019 : Mon étoile solaire (The Sun Is Also a Star) de Ry Russo-Young : Jeremy Martinez

#### Années 2020
- 2020 : The Night Clerk de Michael Cristofer : détective Espada
- 2021 : Le Survivant (The Survivor) de Barry Levinson : Pepe
- 2021 : Encanto : La Fantastique Famille Madrigal (Encanto) de Byron Howard : Bruno (voix)
- 2022 : L'Âge de glace : Les Aventures de Buck Wild : Sid (voix)
- 2022 : Le Menu (The Menu) de Mark Mylod : George Diaz
- 2022 : Violent Night de Tommy Wirkola : Jimmy "Scrooge" Martinez
- 2025 : Tin Soldier de Brad Furman : Luke Dunn

### Télévision
- 1986 : Deux Flics à Miami (Miami Vice) : Ivan Calderone : 3 épisodes
- 1991 : Words in Your Face : Lui-même
- 1991 : N.Y.P.D. Mounted
- 2000 : Les Mille et Une Nuits (Arabian Nights) : Le génie de la lampe / Le génie de l'anneau
- 2000 : The Brothers García (en) : Narrateur (voix)
- 2002 : Au cœur des flammes (Point of Origin) : Keith Lang
- 2003 : L'Invaincu (en) (Undefeated) : Lex Vargas
- 2005 : Untitled David Diamond/David Weissman Project
- 2005 : Urgences : Dr Victor Clemente
- 2006 : Earl (My name is Earl) - Saison 2, épisodes 10 et 11 : Diego
- 2007 : Kill Point : Dans la ligne de mire : Mr. Wolf
- 2016-2017 : Bloodline : Ozzy Delvecchio (saisons 2 et 3)
- 2018 : Waco : Jacob
- 2020 : The Mandalorian : Gor Koresh
- 2023 : Le Pouvoir : Rob
- 2025 : Smoke : Esposito

### Comme producteur
- 1995 : House of Buggin' (en) (TV)
- 1997 : Les aventures de l'escamoteur (The Pest)
- 1998 : Freak (TV)
- 1999 : Joe the King
- 1999 : Nuyorican Dream
- 2000 : King of the Jungle (en)
- 2002 : Empire
- 2002 : Sexaholix: A Love Story (TV)
- 2003 : L'Invaincu (en) (Undefeated) (TV)
- 2007 : Les Babysitters

### Comme scénariste
- 1991 : Mambo Mouth (TV)
- 1993 : Spic-O-Rama (TV)
- 1998 : Freak (TV)
- 2002 : Sexaholix: A Love Story (TV)

### Comme réalisateur
- 2003 : L'Invaincu (en) (Undefeated) (TV)
- 2020 : Critical Thinking

### Autres
- 2011 : Jumping Bean (ft. John Leguizamo) par The Annoying Orange

## Voix francophones
En France, Emmanuel Karsen est la voix régulière de John Leguizamo. Bernard Gabay et Serge Faliu l'ont également doublé à neuf et cinq reprises. Tandis qu'Élie Semoun est la voix de l'acteur pour le personnage de Sid dans les différents médias de la franchise L'Âge de Glace.
Au Québec, il est régulièrement doublé par Antoine Durand. Hugolin Chevrette-Landesque l'a doublé à sept reprises.